# Oreodera paulista
Espèce
 Oreodera paulista est une espèce d'insectes coléoptères de la famille des Cerambycidae, sous-famille des Lamiinae et de la tribu des Acanthoderini.

## Dénomination
L'espèce  Oreodera paulista a été décrite par l'entomologiste hongrois Friedrich F. Tippmann en 1953.

## Répartition
- Guyane

### Articles liés
- Acanthoderini
- Galerie des Cerambycidae